# Мартін Аксенрот
Ерік Мартін "Акс" Аксенрот (швед. Mikael Martin Axenrot; 5 березня 1979, Лінчепінг, Швеція) є шведським дез-метал барабанщиком, відомим своєю складністю ігрового стилю. Аксенрот на даний час барабанщик в таких гуртах, як Opeth, Bloodbath і Witchery. Члени гурту і шанувальники Аксенрота жартома називають Леголасом, персонажем з Володаря Перснів. "Він виглядає мило, як Леголас," зауважив Мікаель Окерфельдт який також назвав його, "найзаплутанішою людиною, яку я коли-небудь зустрічав".
На Blabbermouth.com Окерфельдт також сказав, що Аксенрот завершив свою барабанну частину одинадцяти треків в складі Opeth альбому Watershed всього за сім днів.
Дівчина Мартіна, Nathalie Lorichs, виконала партію вокалу композиції "Coil" з альбому Watershed гурту Opeth.

## Історія
Перший гурт Мартіна Аксенрота Triumphator був створений у 1995 році і видав 2 записи (EP The Ultimate Sacrifice і студійний альбом Wings of Antichrist). Мартін Аксенрот був пов'язаний тільки з демо The Triumph of Satan, випущеного 1996 року. Він залишив Triumphator після виходу The Triumph of Satan.
У 1999 році він став учасником Witchery і Nifelheim. У 2004 році він приєднався до Bloodbath як новий барабанщик після Дана Свано, який перебував у гурті як один гітариста та композитори. Він зустрівся Мікаелем Окерфельдтом десь після 15 лютого 2005 року, коли Пітер Теґтґрен покинув Bloodbath і Окерфельдт повернувся в гурт знову, щоб замінити Теґтґрена. Аксенрот прокоментував при зустрічі Окерфельдтом, заявивши, що 
"Я знав Мікаеля Окерфельдта через проєкт Bloodbath. Я зустрічав інших учасників пару раз, тому що я грав на фестивалях з різними гуртами в той же час, як з Opeth. Швеція занадто мала, щоб не знати будь-який тут гурт. Всі знають всіх."

29 серпня 2005 року, Мартіну Лопесу з Opeth, довелося покинути гурт тимчасово знову через його хвороби. Opeth тимчасово був в пошуках барабанщика, Патрік Йенсен запропонував Окерфельдту свого колегу по гурті Witchery, Акса, щоб замінити Лопеса. Окерфельдт знаючи трохи Акса, будучи колегами по гурті в Bloodbath тоді, і відбувається посилання Йенсена, Окерфельдт взяв Акса, щоб грати з Opeth протягом п'яти турів. 12 травня 2006, Аксенрот офіційно приєднався до Opeth, так як Лопес більше ніколи не повертався до Opeth, вирішивши зосередитися на Soen.

## Обладнання
Аксенрот схвалює DW Drums, Sabian cymbals, Evans heads і Pro Mark sticks.